# Thường Phước
Thường Phước là một xã thuộc tỉnh Đồng Tháp, Việt Nam.

## Địa lý
Xã Thường Phước có vị trí địa lý:
- Phía đông giáp phường Thường Lạc.
- Phía tây giáp các xã Vĩnh Xương, Tân An và các phường Long Phú, Tân Châu (tỉnh An Giang).
- Phía nam giáp xã Long Khánh.
- Phía bắc giáp tỉnh Prey Veng, Vương quốc Campuchia.

Xã Thường Phước có diện tích tự nhiên là 80,74 km² và quy mô dân số năm 2025 là 59.864 người, mật độ dân số đạt 741 người/km².

## Lịch sử
Ngày 16 tháng 6 năm 2025, Ủy ban Thường vụ Quốc hội khóa XV ban hành Nghị quyết số 1663/NQ-UBTVQH15 về việc sắp xếp các đơn vị hành chính cấp xã của tỉnh Đồng Tháp năm 2025. Theo đó, sắp xếp toàn bộ diện tích tự nhiên, quy mô dân số của thị trấn Thường Thới Tiền, xã Thường Phước 1 và xã Thường Phước 2 thành xã mới có tên gọi là xã Thường Phước.

## Cửa khẩu
Xã có Cửa khẩu Thường Phước.